# Кок, Эдуард
Эдуард Кёк (нем. Eduard Köck; 26 февраля 1880, Инсбрук, Тироль, Австро-Венгрия — 3 ноября 1961, Наттерс, Тироль, Австрия) — австрийский актёр, театральный режиссёр.

## Биография
Эдуард Кёк родился 26 февраля 1880 года в тирольском Инсбруке, Австро-Венгрия, в семье капитана пустертальских королевских стрелков (нем. Landesschützen). После учёбы в Университете Инсбрука в 1902 году вместе с театральным актёром и режиссёром Александром Экслем стал соучредителем театральной группы Exl-Bühne и до её роспуска в 1955 году был её старшим директором.
Начав сниматься ещё в период немого кино, Кёк достиг наибольшего успеха в фильме режиссера Луиса Тренкера «Блудный сын», рассказывающем о тирольце, который эмигрировал в Нью-Йорк в поисках удачи. Во время правления в Австрии национал-социалистов в годы Второй мировой войны, Кёк продолжал сниматься в кино, сыграв, в частности, роли в нескольких пропагандистских фильмах, таких как «Любовь без пошлины», «Возвращение домой» и «Вена 1910».
В своём первом послевоенном фильме «Земля», к которому Эдуард Кёк также написал сценарий, он снимался вместе с несколькими другими участниками группы Exl-Bühne, сыграв роль упрямого сельского патриарха Грутца.

## Избранная фильмография
| Год  | Русское название             | Оригинальное название                    | Роль                                 |
| ---- | ---------------------------- | ---------------------------------------- | ------------------------------------ |
| 1913 | Спекбахер                    | Speckbacher                              | Алоиз                                |
| 1921 | Вера и родина                | Glaube und Heimat                        | Роттбауэр                            |
| 1934 | Блудный сын                  | Der verlorene Sohn                       | отец Тонио                           |
| 1936 | Силуэты                      | Silhouetten                              | директор Лейтнер                     |
| 1937 | Петер в снегу                | Peter im Schnee                          | хранитель хижины                     |
| 1939 | Я, Себастьян Отт             | Ich bin Sebastian Ott                    | Эберле                               |
| 1939 | Лесное опьянение             | Waldrausch                               |                                      |
| 1939 | Материнская любовь           | Mutterliebe                              | профессор                            |
| 1940 | Крамбамбули                  | Krambambuli                              | Адам, почтальон                      |
| 1940 | Гейервалли                   | Die Geierwally                           | Алоиз Фендер                         |
| 1940 | В тени горы                  | Im Schatten des Berges                   | Тадей Гриль                          |
| 1941 | Любовь без пошлины           | Liebe ist zollfrei                       |                                      |
| 1941 | Возвращение домой            | Heimkehr                                 | господин Шмид                        |
| 1941 | Лжесвидетельство крестьянина | Der Meineidbauer                         | Матиас Фернер                        |
| 1943 | Вена 1910                    | Wien 1910                                | профессор Пуповач                    |
| 1947 | Земля                        | Erde                                     | Грутц                                |
| 1948 | Улли и Марей                 | Ulli und Marei                           | крестьянин на рынке                  |
| 1950 | Кордула                      | Cordula                                  | Пфаррер                              |
| 1951 | Служанка Вероника            | Veronika, die Magd                       | Йозеф                                |
| 1952 | Дорога на родину             | Straße zur Heimat                        | отец Фанни                           |
| 1953 | Последнее объявление         | Das letzte Aufgebot                      | Тобиас Селлрайнер, старый крестьянин |
| 1955 | Песня Тауэрна                | Das Lied der Hohen Tauern                | Ганс Трибусье                        |
| 1955 | Последний акт                | Der letzte Akt                           | полковник фольксштурма               |
| 1955 | Корнет — путь любви и смерти | Der Cornet — Die Weise von Liebe und Tod | Фалкеньир                            |
| 1956 | Нежная тайна                 | Zärtliches Geheimnis                     |                                      |
| 1957 | Кто любит родину             | Wer die Heimat liebt                     | Бальтазар Ґотсграбер                 |